# Aleksej Stukalov
Aleksej Borisovič Stukalov (in russo Алексей Борисович Стукалов?; Stavropol', 24 novembre 1983) è un allenatore di calcio russo.

## Palmarès

### Club

#### Competizioni nazionali
- Pervenstvo Professional'noj Futbol'noj Ligi: 1

Veles Mosca: 2019-2020 (girone Ovest)